# بوبي كروفورد
بوبي كروفورد (4 يناير 1901 في المملكة المتحدة - 1 يناير 1965) (بالإنجليزية: Bobby Crawford)‏ هو لاعب كرة قدم بريطاني (وحمل سابقاً جنسية المملكة المتحدة لبريطانيا العظمى وأيرلندا) في مركز نصف الجناح. لعب مع بلاكبيرن روفرز ونادي باري تاون يونايتد ونادي بلاكبول.